# Voto singolo trasferibile
Il voto singolo trasferibile (in inglese single transferable vote) è una formula elettorale proporzionale a voto di preferenza che permette all'elettore di assegnare più di una preferenza "numerando" i candidati sulla scheda elettorale. Questo sistema unisce due vantaggi: la possibilità di indicare il candidato preferito e la capacità di minimizzare il numero di voti non rappresentati, trasferendoli dai candidati che ne hanno in numero superiore a quello richiesto per l'elezione.

## L'espressione del voto
Nel voto singolo trasferibile l'elettore indica il suo ordine di preferenza scrivendo un numero accanto al nome di ciascun candidato elencato nella scheda. In alcune varianti l'elettore può indicare quante preferenze desidera, mentre in altre per esprimere un voto valido l'elettore deve indicare l'ordine di preferenza per tutti i candidati nella scheda, o comunque un numero prestabilito.

## Lo scrutinio
Per essere eletti con questa formula occorre raggiungere un numero minimo di voti chiamato soglia: occorre quindi prima calcolare la soglia necessaria, e dopo procedere allo spoglio vero e proprio.

### Fissazione della soglia
Per determinare la soglia esistono differenti metodologie. Una delle più usate usa il cosiddetto Quoziente di Droop, calcolabile tramite la formula:
{\displaystyle \left({{\rm {voti}} \over {\rm {seggi}}+1}\right)+1}
dove:
- Voti = il numero totale dei voti validi espressi
- Seggi = il numero di seggi da assegnare

### Spoglio e individuazione dei vincitori
Poiché il sistema è proporzionale, per essere eletti non occorre la maggioranza (assoluta o relativa) dei voti, ma soltanto il raggiungimento della soglia: questo perché tipicamente in un sistema proporzionale non c'è un solo vincitore per collegio, ma ogni circoscrizione assegna un numero più o meno elevato di seggi parlamentari. Al primo spoglio si contano le prime preferenze, e si assegnano i seggi a coloro che raggiungono la soglia richiesta con le loro prime preferenze ricevute; qualora rimangano dei seggi non assegnati, si effettua un secondo spoglio con cui si ripartiscono le schede che indicano il candidato più votato come prima preferenza, assegnandole in base alle seconde preferenze ivi riportate, e si continua fino a che ci sono candidati con un numero di voti superiore al necessario per essere eletti. Se anche dopo questa ripartizione restano seggi non assegnati, si elimina il candidato con il minor numero di prime preferenze e le schede che lo indicano come primo preferito vengono utilizzate per ripartire le seconde preferenze con lo stesso sistema, e così via con il penultimo candidato fino a che tutti i seggi del collegio non sono stati assegnati.

## Un esempio
Consideriamo uno scenario con 4 candidati (A - B - C - D) in corsa per 3 seggi da assegnare, e 100 elettori che possono esprimere 2 preferenze ciascuno.
|               | 40 elettori | 10 elettori | 5 elettori | 25 elettori | 20 elettori |
| 1° preferenza | A           | B           | B          | C           | D           |
| 2° preferenza | D           | A           | C          | B           | B           |
| ------------- | ----------- | ----------- | ---------- | ----------- | ----------- |

Come prima preferenza al candidato A sono andati 40 voti, 15 al candidato B, 25 al candidato C e 20 al candidato D. Supponiamo che la soglia da raggiungere per l'elezione sia di 30 voti: soltanto A supera tale soglia, per cui gli viene assegnato un seggio. Restano però altri due seggi liberi, e nessun candidato ha i 30 voti necessari: si procede allora a ridistribuire i 10 voti che non servono ad A tra coloro che sono indicati come seconda preferenza sulle schede. Per semplicità qui supponiamo che questi voti di seconda preferenza vadano tutti a D, che raggiunge così la quota 30 richiesta e ottiene il secondo seggio. A questo punto resta ancora un seggio non assegnato, quindi B viene eliminato poiché ha meno voti di tutti: 10 dei suoi voti vanno ad A, e 5 al candidato C che arriva a 30 e ottiene così il terzo seggio in palio.

## Utilizzo
La formula a voto singolo trasferibile ha trovato le sue maggiori applicazioni nel mondo anglosassone: nel 2007 essa è usata a livello nazionale nella Repubblica d'Irlanda, a Malta e per l'elezione del senato australiano. A livello regionale e locale è usata per eleggere l'assemblea regionale dell'Irlanda del Nord, le aree amministrative della Scozia e alcune amministrazioni regionali di Australia e Nuova Zelanda.
È stato usato anche negli Stati Uniti per le elezioni del 2006 in almeno dieci grandi città e contee, mentre nel Regno Unito una sua variante è stata adottata per l'elezione del sindaco di Londra.